# Pales perniciosa
Pales perniciosa är en tvåvingeart som först beskrevs av Frederick Wollaston Hutton 1901.  Pales perniciosa ingår i släktet Pales och familjen parasitflugor. Inga underarter finns listade i Catalogue of Life.